# Anomophysis serricollis
Anomophysis serricollis là một loài bọ cánh cứng trong họ Cerambycidae.